# Serie sommativa unitaria
In matematica, la serie sommativa unitaria, indicata anche come 1 + 1 + 1 + 1 + ... è una serie divergente. Essa è rappresentabile mediante sommatoria come
{\displaystyle \sum _{n=1}^{\infty }1=1+1+1+1+\cdots }
Troncando al termine {\displaystyle m}-esimo si ha:
{\displaystyle \sum _{n=1}^{m}1=m.}
Talvolta viene utilizzata, in modo informale, la seguente uguaglianza:
{\displaystyle 1+1+1+\cdots =-{1 \over 2}.}
Occorre però ricordare che questa uguaglianza non è formalmente corretta fintantoché si considera la definizione usuale di serie infinita, in quanto la serie sommativa unitaria è una serie divergente. Una delle motivazioni di tale scrittura è la seguente: se si considera, informalmente, la serie sommativa unitaria come un caso particolare della funzione zeta di Riemann (valutata nel punto 0)
{\displaystyle \zeta (0)={\frac {1}{1^{0}}}+{\frac {1}{2^{0}}}+{\frac {1}{3^{0}}}+\cdots =1+1+1+\cdots =\sum _{n=1}^{\infty }1}.
e si utilizza il prolungamento analitico di tale funzione per dimostrare che:
{\displaystyle \zeta (0)=-{1 \over 2},}
si arriva scrivere {\displaystyle 1+1+1+\cdots =-{1 \over 2}.} Questo ragionamento non è tuttavia corretto in quanto la definizione di {\displaystyle \zeta } in forma di serie non è valida in 0 (e non lo è in generale per tutti i numeri aventi parte reale minore o uguale a 1). Possiamo al massimo dire che esiste un "collegamento indiretto" tra la serie sommativa unitaria (intesa in senso usuale) e il valore -1/2.
Il fisico spagnolo Emilio Elizalde ha raccontato un aneddoto su questa serie: